# دانيال بي. والش
دانيال بي. والش (بالإنجليزية: Daniel B. Walsh)‏ هو سياسي أمريكي، ولد في 2 أغسطس 1935. انتخب عضو جمعية ولاية نيويورك.